# Vinarsko, Burgas
Vinarsko (în bulgară Винарско) este un sat în comuna Kameno, regiunea Burgas,  Bulgaria. 

## Demografie
Componența etnică a satului Vinarsko
     Bulgari (89,58%)
     Nicio identificare (2,08%)
     Altele (8,33%)
La recensământul din 2011, populația satului Vinarsko era de 480 locuitori. Din punct de vedere etnic, majoritatea locuitorilor (89,58%) erau bulgari. Pentru 2,08% din locuitori nu este cunoscută apartenența etnică.